# レディースコミック
レディースコミックとは、日本における漫画のジャンルの一つ。レディコミと略される。
現在の俗語表現としては、過激な性描写を含む漫画（成人向け扱いの場合もある）や、実話に基づいた不倫・嫁姑問題・対人トラブルを禍々しく描写した女性向け漫画を指す。元来は、20代以上の女性を読者対象とする女性漫画の総称であった。

## 概要
レディースコミックの元祖は1979年創刊の『Be in LOVE』（講談社）であるとされる。1981年にはFor Lady（小学館）が創刊されるなど、1980年代前半くらいに、少女漫画の読者層よりも上の年齢を対象とする女性漫画が急拡大してジャンルとして定着した。その中で文芸的に評価される作品も生まれる一方、性描写を主眼とする作品が1980年代後半から現れはじめた。
1980年代のレディースコミックの大半は物語の中で性行為自体は行われていても、具体的な描写は伴わずに前後だけを描いてほのめかすだけのものが多かったが、それまで少女漫画を発行したことのない出版社（女性週刊誌や成人漫画を発行していた出版社が多い）も参入し、大手出版社からの雑誌と差別化するため性描写を激化させた。それにより、男性雑誌がレディースコミックを「過激な性描写を含む女性向けの漫画誌がある」と過剰な取り上げ方をした結果、そのようなイメージを排斥するため大手出版社の雑誌は性描写をなるべく行わない方向に舵をきった反面、性描写を売りにしていた雑誌は積極的にポルノとしての面を強調するようになり、それが現在の（過激な性描写を含む女性向け漫画という意味での）レディコミの流れとなった。
上記の過程で内容が二極化した頃には、表紙が写真のものは性的なもの、漫画家のイラストのものはソフトなものという棲み分けも見られた。そうした過渡期を経て、現在では別個のジャンルとして確立している。女性漫画でも性描写自体はそれほど珍しい物ではないが、男女性器の直接描写の有無によって両者は区別される。
本来は少女漫画の読者層より上の世代の為の女性漫画であったものが、性描写の過激さが行き詰まり、このジャンル自体が早々に閉塞してしまったとされる。なお、1990年代には、性描写が控えめであり、大人女性の恋愛・仕事・人生にそっと寄り添った、トレンディタッチな絵柄であるヤング・レディース（2010年代より「オトナ女子漫画」と呼ばれる）というジャンルが生まれている。
2023年時点、レディコミ読者のボリュームゾーンは中高年女性である。なかでも、『実話レディコミ』と呼ばれる「嫁姑問題」「不倫」「人間関係トラブル」等、読者の実体験に基づいた業の深さを、グロテスクに描いた題材がポピュラーである。
漫画業界では、2019年に電子コミックが紙冊誌の販売を上回り、レディコミは、とくに電子版の講読率が高いジャンルとなっている。それは、読者が家庭内保管やゴミ出しなどに羞恥心を持ちやすい、センシティブなジャンルであることが相成っている。電子版では「不倫モノ」や、出産・病気などで著者本人がリアルに体験した経験談をしっかりと描写したストーリーが人気を集めているという。

## 主なレディースコミック誌
現行
- COMIC MIU→恋愛よみきりMAX→恋愛LoveMAX（秋田書店、1999年-[5][6][7]）

休刊・廃刊
- ミステリーLa･Comic→ ラ・コミック (笠倉出版社、1985年-2003年[8][9])
- Lady's comic Hi→Lady's comic恋愛白書（宙出版、1985年 - 1998年[10][11]）※後継誌の「恋愛白書パステル」（宙出版）はティーンズラブ
- Lady's comic I→Lady's comic aya（宙出版、1987年 - 2004年[12][13]）※後継誌の「Young Love Comic aya」（宙出版）[14] はティーンズラブ
- Labien (笠倉出版社、1987年-2004年[15])
- コミックアムール（サン出版、1990年-2017年[16]）
- イフ→恋愛美人イフ（セブン新社、1991年-2012年[17][18]）
- Lady's comicスキャンダルI→恋愛白書スタート!（宙出版、1991年-2003年[19][20]）
- タブー（三和出版、1992年-2009年[21]）
- 愛の体験specialデラックス（竹書房、 1994年-1997年[22]）
- LADY'S COMIC 微熱→微熱 SUPER デラックス（笠倉出版社→セブン新社、1997年-2015年[23]）
- Special Aya（宙出版、1999年-2009年[24]）
- 恋愛宣言ピンキッシュ（平和出版、2001年-2005年[25]）
- 恋愛・KISS→ラブキス（笠倉出版社、2004年-2011年[26][27]）
- 恋愛楽園PURE（発行：秋水社、出版：徳間書店、2006年-2010年） ※後継誌の「恋愛宣言Pinky」（発行：秋水社、出版：大都社）はティーンズラブ
- 恋愛体験（バナジー出版、2008年 - 2009年）

表紙には実写の写真が使われ、イラストが使われるティーンズラブとは対照的である。モデルとして白人の女性が使われることが多く、これは読者が「生々しさ」をあまり感じなくてすむような効果があるのではないかと指摘されることがある。ただし2000年代に創刊された顔ぶれではイラストが表紙をかざっており、全てがそうだと言えるわけではない。
価格は1990年代は300円程度であったが、ゼロ年代には平均600円前後に高騰している。
1990年代後半には、より若い年代の読者を想定したティーンズラブ（TL）も流行し、恋愛白書パステル（旧名称はLady's comic Hi）（宙出版）やYoung Love Comic aya（旧名称はLady's comic I）（宙出版）などのように当初レディコミとして発刊されていたものが、ティーンズラブと化して誌名・誌面を改めたものもある。

## 主な漫画家
- 井出智香恵
- 川崎三枝子
- さかもと未明
- 汐見朝子
- 葉月つや子
- 星合操
- 森園みるく
- もろおか紀美子
- 矢萩貴子
- 渡辺やよい